# Cavernularia glans
Cavernularia glans is een Pennatulaceasoort uit de familie van de Veretillidae. De wetenschappelijke naam van de soort is voor het eerst geldig gepubliceerd in 1872 door Kölliker.